# Martin Stephens
Pour les articles homonymes, voir Stephens.
Martin Stephens est un ancien acteur enfant et architecte britannique né le 19 juillet 1949 dans le quartier Wood Green de Londres en Angleterre. Il tourne dans quatorze films entre 1954 et 1966 et décide ensuite de mettre un terme à sa carrière d'acteur et de se réorienter. Il étudie alors à l'Université Queen's de Belfast et devient architecte. Il vit actuellement au Portugal.

## Filmographie

### Cinéma
- 1954 : Les hommes ne comprendront jamais : Hans
- 1958 : Je pleure mon amour : Brian Trevor
- 1958 : L'habit fait le moine
- 1958 : Harry Black et le Tigre : Michael Tanner
- 1958 : Tempête sur la Jamaïque : Alan
- 1959 : J'ai épousé un Français : Sigismond
- 1959 : The Witness : Peter Brindon
- 1960 : Pages indiscrètes : le jeune garçon
- 1960 : Un brin d'escroquerie : John Holland
- 1960 : Le Village des damnés : David Zellaby
- 1961 : No Kidding : Angus
- 1961 : Les Chevaliers du démon : Jason Junior
- 1961 : Le Train de 16 h 50 : Alexander
- 1961 : Les Innocents : Miles
- 1965 : La Bataille de la Villa Fiorita : Michael
- 1966 : Pacte avec le Diable : Ronnie Dowsett

### Télévision
- 1958-1962 : Tales from Dickens : David Copperfield (4 épisodes)
- 1959 : Armchair Theatre : David Copperfield (1 épisode)
- 1962 : Festival : Edgar (1 épisode)